# George Grenville
George Grenville, PC (14 de outubro de 1712 – 13 de novembro de 1770) foi um político britânico whig, foi Primeiro-Ministro da Grã-Bretanha. Foi pai do também primeiro-ministro britânico William Grenville. Entrou no parlamento em 1741, representando Buckingham, até a sua morte.

## Vida
Grenville nasceu em uma família política influente e ingressou no Parlamento pela primeira vez em 1741 como deputado por Buckingham. Ele emergiu como um dos Cubs de Cobham, um grupo de jovens membros do Parlamento associado a Richard Temple, 1.º Visconde de Cobham.
Em 1754, Grenville tornou-se Tesoureiro da Marinha, cargo que ocupou duas vezes até 1761. Em outubro de 1761, ele optou por permanecer no governo e aceitou o novo papel de Líder dos Comuns, causando um racha com seu cunhado e aliado político William Pitt, que havia renunciado. Grenville foi posteriormente nomeado Secretário do Norte e Primeiro Lorde do Almirantado pelo novo Primeiro Ministro Lord Bute. Em 8 de abril de 1763, Lord Bute renunciou e Grenville assumiu sua posição como primeiro-ministro Seu governo tentou controlar os gastos públicos e perseguiu uma política externa assertiva. Sua política mais conhecida é a Lei do Selo,um antigo imposto na Grã-Bretanha que Grenville estendeu às colônias na América, mas que instigou ampla oposição nas colônias americanas da Grã-Bretanha e foi posteriormente revogado. Grenville tinha relações cada vez mais tensas com seus colegas e o rei e em 1765 ele foi demitido por George III e substituído por Lord Rockingham. Nos últimos cinco anos de sua vida, Grenville liderou um grupo de seus apoiadores na oposição e encenou uma reconciliação pública com Pitt.

## Primeiro-ministro
O primeiro ato de Grenville foi processar John Wilkes por publicar no jornal The North Briton um artigo ridicularizando o discurso do Rei George III feito em 23 de abril de 1763. Wilkes foi processado por "difamação sediciosa" e, após um duelo com um apoiador de Grenville, Samuel Martin, fugiu para a França. Wilkes mais tarde foi eleito e reeleito pelo eleitorado de Middlesex. A sua admissão ao parlamento foi continuamente recusada pelo parlamento e revelou-se um problema para vários governos sucessivos.

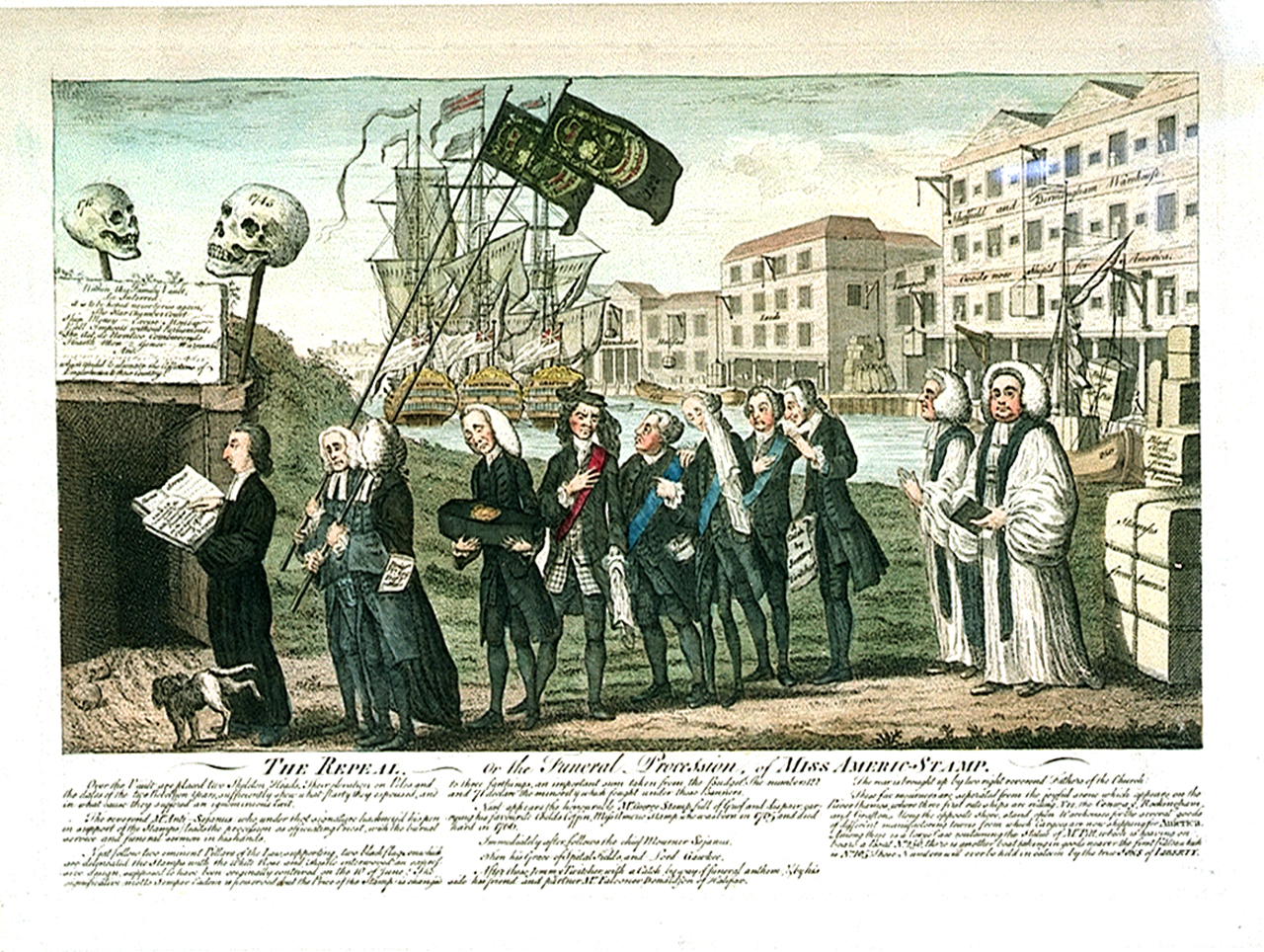
Caricatura retratando a revogação da Lei do Selo como um funeral, com Grenville carregando o caixão de uma criança com a inscrição "Selo da Miss América nascida em 1765 e morta em 1766" (Os Skulls referem-se às Rebeliões Escocesas de 1715 e 1745)

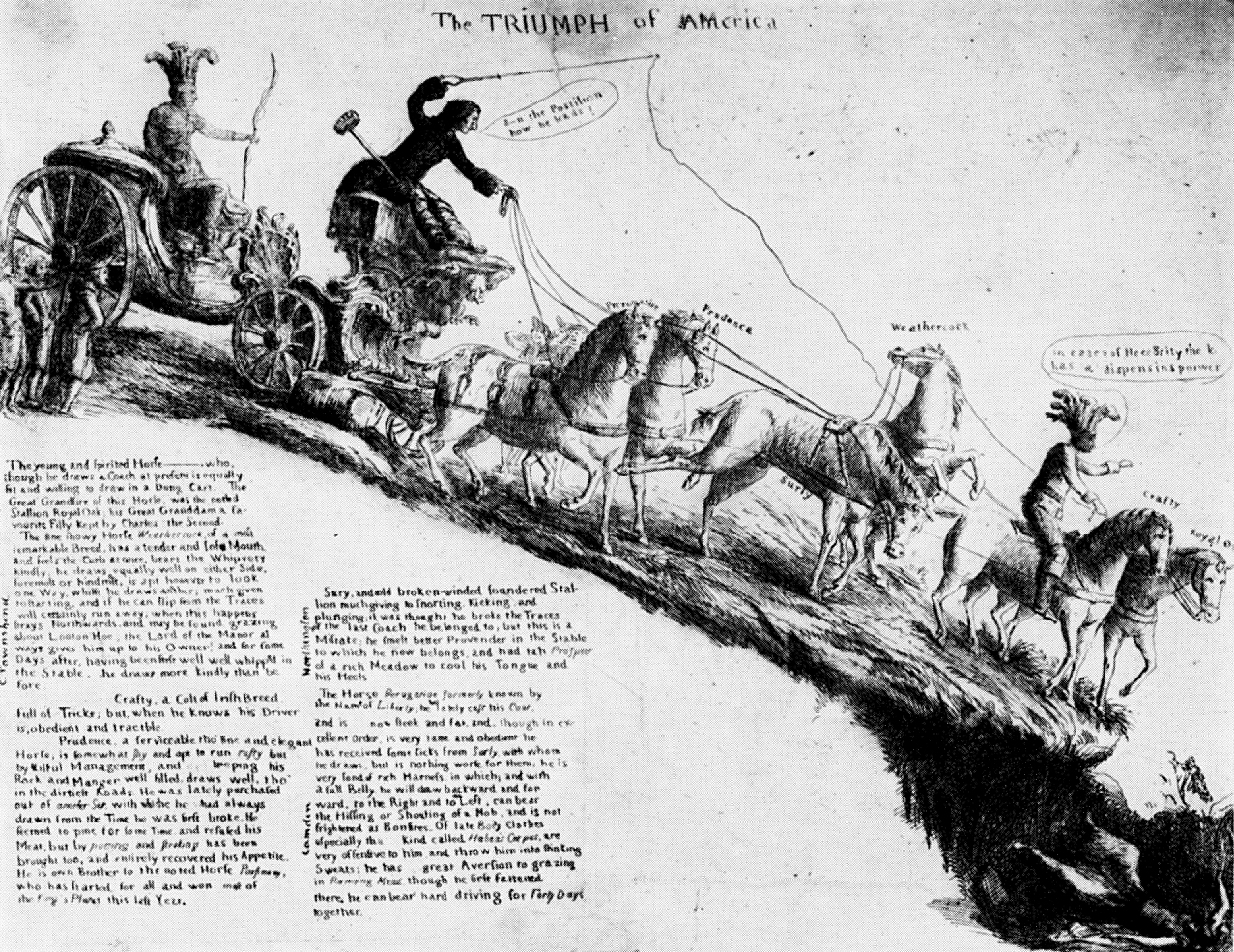
Um jornal inglês sobre a revogação da Lei do Selo

Enquanto a Grã-Bretanha tentava se recuperar dos custos da Guerra dos Sete Anos e agora precisava urgentemente de recursos para o exército britânico nas colônias americanas, a tarefa mais imediata de Grenville era restaurar as finanças do país. Ele também teve que lidar com as consequências da Rebelião de Pontiac, que eclodiu na América do Norte em 1763. Medidas proeminentes de sua administração incluíram a acusação de John Wilkes e a aprovação da Lei do Selo Americano de 1765, que levou aos primeiros sintomas de alienação entre as colônias americanas e a Grã-Bretanha.

### Lei do Selo
Uma das medidas mais importantes da administração de Grenville ocorreu em março de 1765, quando Grenville foi o autor da Lei do Selo, promulgada em novembro daquele ano. Era um imposto exclusivo imposto às colônias na América, exigindo que os documentos e jornais fossem impressos em papel selado de Londres com um selo de receita em relevo que deveria ser pago em moeda britânica. Foi recebido com indignação geral e resultou em atos públicos de desobediência e tumultos em todas as colônias na América.

### Política externa
Em disputas com a Espanha e a França, Grenville conseguiu garantir os objetivos britânicos implantando o que mais tarde foi descrito como diplomacia de canhoneira. Durante sua administração, o isolamento internacional da Grã-Bretanha aumentou, já que a Grã-Bretanha falhou em assegurar alianças com outras grandes potências europeias, uma situação que os governos subsequentes foram incapazes de reverter, levando a Grã-Bretanha a lutar contra vários países durante a Guerra da Independência Americana sem um grande aliado.

### Dispensa
O rei fez várias tentativas para induzir Pitt a vir em seu socorro, formando um ministério, mas sem sucesso, e finalmente recorreu a Lord Rockingham. Quando Rockingham concordou em aceitar o cargo, o rei demitiu Grenville em julho de 1765. Ele nunca mais ocupou o cargo.
 

O apelido de "pastor gentil" foi dado a ele porque ele entediava a casa ao pedir repetidas vezes, durante o debate sobre a lei de sidra de 1763, que alguém deveria lhe dizer "onde" cobrar o novo imposto, se não fosse para ser colocado na cidra. Pitt assobiava a melodia popular (de Boyce ) Gentle Shepherd, diga-me onde, e a Casa riu. Embora poucos o superassem no conhecimento das formas da Casa ou no domínio dos detalhes administrativos, ele não tinha tato ao lidar com pessoas e assuntos.

## Ligação externa
- Biografia no site oficial do governo do Reino Unido